# Дитрих, Вильфрид
Вильфрид Дитрих (нем. Wilfried Dietrich; 14 октября 1933, Шифферштадт, Рейн-Пфальц — 3 июня 1992, Дурбанвиль, Западно-Капская провинция) — немецкий борец-универсал, выступавший в вольном и греко-римском стилях, в тяжёлой весовой категории. Чемпион и призёр Олимпийских игр, чемпион мира и Европы, 15-кратный чемпион Германии (1955, 1957—1964, 1966, 1967, 1970—1973) по вольной борьбе, двукратный вице-чемпион и призёр, призёр чемпионатов мира, 15-кратный чемпион Германии (1955—1967, 1974, причём в 1965 — в двух весовых категориях) по греко-римской борьбе. Совладелец рекорда среди борцов по участию в Олимпийских играх и количеству наград на них: Вильфрид Дитрих выступал на пяти Олимпиадах, в восьми турнирах в ходе Олимпиад, и завоевал пять олимпийских наград по борьбе (также пять медалей на 5 Олимпиадах у кубинского борца Михаина Лопеса Нуньеса). В связи с последним фактом, имя Вильфрида Дитриха занесено в книгу рекордов Гиннесса. У себя на родине получил прозвище «Кран из Шифферштадта» («Der Kran von Schifferstadt»).

## Биография
В 1955 году завоевал оба национальных титула в ФРГ, как по вольной, так и по греко-римской борьбе. В том же году выступил на чемпионате мира по греко-римской борьбе, но неудачно, занял только 6 место.
На Летних Олимпийских играх 1956 года в Мельбурне боролся в категории свыше 87 килограммов (тяжёлый вес). Выбывание из турнира проходило по мере накопления штрафных баллов. Схватку судили трое судей, за чистую победу штрафные баллы не начислялись, за победу по очками при любом соотношении голосов начислялся 1 штрафной балл, поражение по очками при любом соотношении голосов или чистое поражение карались 3 штрафными баллами. Если борец набирал 5 или более штрафных баллов, он выбывал из турнира. Когда оставалось только три борца, они разыгрывали между собой медали (если не встречались в схватках до финального раунда). После начала финальных схваток, борцы могли продолжать выступления имея и более пяти штрафных баллов. Титул оспаривали 10 человек. В первой схватке немецкий спортсмен проиграл советскому борцу Анатолию Парфёнову, при этом ни один из них не провёл никакого засчитанного действия, и победа была отдана по мнению судей. Тем не менее, к финальным схваткам борцы подошли с одним и тем же количеством штрафных баллов. Оба они победили итальянца Адельмо Булгарелли по очкам, и количество баллов осталось одинаковым, но Анатолий Парфёнов стал чемпионом за счёт победы в личной встрече, а Вильфрид Дитрих завоевал «серебро».
| Круг  | Соперник           | Страна                                    | Результат | Основание                | Время схватки |
| ----- | ------------------ | ----------------------------------------- | --------- | ------------------------ | ------------- |
| 1     | Анатолий Парфёнов  | Союз Советских Социалистических Республик | Поражение | 2-1 (3 штрафных балла)   | -             |
| 2     | Юсеин Мехмедов     | Болгария                                  | Победа    | Туше (0 штрафных баллов) | 7:09          |
| 3     | Бертиль Антонссон  | Швеция                                    | Победа    | 3-0 (1 штрафной балл)    | -             |
| 4     | Хамит Каплан       | Турция                                    | Победа    | 3-0 (1 штрафной балл)    | -             |
| 5     | -                  | -                                         | -         | -                        | -             |
| Финал | Адельмо Булгарелли | Италия                                    | Победа    | 3-0 (1 штрафной балл)    | -             |

В 1957 году выступил на чемпионате мира по вольной борьбе, и стал вторым, уступив звание чемпиона своему постоянному конкуренту Хамиту Каплану
На Летних Олимпийских играх 1960 года в Риме боролся в соревнованиях как по вольной борьбе, так и по греко-римской.

Фотография «Броска века». 6 сентября 1972 года

В греко-римской борьбе выступал в категории свыше 87 килограммов (тяжёлый вес). Выбывание из турнира проходило по мере накопления штрафных баллов. За чистую победу штрафные баллы не начислялись, за победу по очками при любом соотношении голосов начислялся 1 штрафной балл, любое поражение по очкам каралось 3 штрафными баллами, чистое поражение — 4 штрафными баллами. В схватке могла быть зафиксирована ничья, тогда каждому из борцов начислялись 2 штрафных балла. Если борец набирал 6 или более штрафных баллов, он выбывал из турнира. Титул оспаривали 12 человек. По результатам подсчёта штрафных очков вновь пропустил вперёд себя советского борца Ивана Богдана и остался на втором месте.
| Круг  | Соперник         | Страна                                    | Результат | Основание                  | Время схватки |
| ----- | ---------------- | ----------------------------------------- | --------- | -------------------------- | ------------- |
| 1     | Рагнар Свенссон  | Швеция                                    | Победа    | По очкам (1 штрафной балл) | -             |
| 2     | Иван Богдан      | Союз Советских Социалистических Республик | Ничья     | (2 штрафных балла)         | -             |
| 3     | Богумил Кубат    | Чехословакия                              | Ничья     | (2 штрафных балла)         | -             |
| Финал | Радослав Касабов | Болгария                                  | Победа    | Туше (0 штрафных баллов)   | 6:55          |

В вольной борьбе выступал в категории свыше 87 килограммов (тяжёлый вес). Регламент турнира был таким же, как и в греко-римской борьбе. Титул оспаривали 17 человек. Борьба была очень напряжённой, так Вильфрид Дитрих после четвёртого круга, выиграв чисто три из четырёх схваток, причём на первые две затратив всего три минуты, оставался только на втором месте, после советского борца Савкудза Дзарасова. Дитрих вышел на первую финальную схватку с советским борцом. Шесть минут борьбы в стойке закончились вничью, в обязательном партере первым сверху боролся советский спортсмен. Дзарасов, поскольку его результат устраивал, реальных попыток провести приём не делал, опасаясь контрприёма и после первого партера оставалась ничья. Затем сверху боролся Дитрих, пытаясь провести переворот прогибом с обратным захватом бедра. Дзарасов успешно защищался почти все три отведённые минуты. За 20 секунд до конца встречи, Дитрих держал захват, но не пытался провести приём, что расслабило Дзарасова. Но Дитрих молниеносно взорвался и вложив все силы в приём, осуществил переворот обратным захватом дальнего бедра, положил советского борца на лопатки. Сведя вторую схватку с именитым турком Хамитом Капланом вничью,  Дитрих стал наконец олимпийским чемпионом.
| Круг              | Соперник          | Страна                                    | Результат | Основание                  | Время схватки |
| ----------------- | ----------------- | ----------------------------------------- | --------- | -------------------------- | ------------- |
| 1                 | Рэй Митчелл       | Австралия                                 | Победа    | Туше (0 штрафных баллов)   | 1:13          |
| 2                 | Макс Вильдмер     | Швейцария                                 | Победа    | Туше (0 штрафных баллов)   | 1:27          |
| 3                 | Якуб Али Шурварзи | Иран                                      | Победа    | Туше (0 штрафных баллов)   | 9:51          |
| 4                 | Бертиль Антонссон | Швеция                                    | Победа    | По очкам (1 штрафной балл) |               |
| 5                 | Пьетро Мараскалчи | Италия                                    | Победа    | Туше (0 штрафных баллов)   | 3:47          |
| Финал (встреча 1) | Хамит Каплан      | Турция                                    | Ничья     | (2 штрафных балла)         |               |
| Финал (встреча 2) | Савкудз Дзарасов  | Союз Советских Социалистических Республик | Победа    | Туше (0 штрафных баллов)   | 7:08          |

В 1961 году завоевал звание чемпиона мира по вольной борьбе, а в 1962 году стал третьим как в соревнованиях по вольной борьбе, так и по греко-римской. В 1963 году и там, и там остался без медалей: 4 место в вольной борьбе и 6 в греко-римской.
На Летних Олимпийских играх 1964 года в Токио вновь боролся в соревнованиях как по вольной борьбе, так и по греко-римской. Регламент турниров был прежним.
В греко-римской борьбе выступал в категории свыше 97 килограммов (тяжёлый вес). Титул оспаривали 11 человек. Вильфрид Дитрих проиграл схватки своим главным конкурентам Иштвану Козме и Анатолию Рощину и остался только третьим.
| Круг  | Соперник         | Страна                                    | Результат | Основание                   | Время схватки |
| ----- | ---------------- | ----------------------------------------- | --------- | --------------------------- | ------------- |
| 1     | -                | -                                         | -         | -                           | -             |
| 2     | Радослав Касабов | Болгария                                  | Победа    | Туше (0 штрафных баллов)    | 1:07          |
| 3     | Иштван Козма     | Венгрия                                   | Поражение | По очкам (3 штрафных балла) | -             |
| Финал | Анатолий Рощин   | Союз Советских Социалистических Республик | Поражение | По очкам (3 штрафных балла) | -             |

В вольной борьбе выступал в категории свыше 97 килограммов (тяжёлый вес). Титул оспаривали 13 человек. В трёх схватках немецкий борец получил 6 штрафных баллов и из турнира выбыл.
| Круг | Соперник        | Страна                    | Результат | Основание                   | Время схватки |
| ---- | --------------- | ------------------------- | --------- | --------------------------- | ------------- |
| 1    | Ларри Кристофф  | Соединённые Штаты Америки | Поражение | По очкам (3 штрафных балла) | -             |
| 2    | Хамит Каплан    | Турция                    | Ничья     | (2 штрафных балла)          | -             |
| 3    | Арне Робертссон | Швеция                    | Победа    | По очкам (1 штрафной балл)  |               |

В 1967 году выступил на возобновлённом чемпионате Европы, в греко-римской борьбе остался лишь пятым, а по вольной борьбе стал чемпионом Европы.
На Летних Олимпийских играх 1968 года в Мехико боролся в соревнованиях только по вольной борьбе. Регламент турнира был прежним. Выступал в категории свыше 97 килограммов (тяжёлый вес). Титул оспаривали 14 человек. Для Вильфрида Дитриха до пятого круга всё развивалось удачно, он заработал всего 1 штрафной балл и делил первое место с Александром Медведем. Но в финальных схватках Дитрих неожиданно оба раза оказался на лопатках и остался только третьим. В пятом круге Дитрих боролся с Медведем и жёстко атаковал его, вывихнув Медведю большой палец. Александр Медведь прямо на ковре вправил сам себе сустав. «Трудно сказать, почему растерялся сам Дитрих, но с той минуты его словно подменили. Решительный и жесткий, он неожиданно для всех превратился в какое-то совершенно аморфное тело…»/. Возможно это объясняется травмой, полученной Дитрихом во встрече с Медведем.
На этих играх Вильфрид Дитрих был знаменосцем сборной Германии на церемонии открытия игр.
| Круг  | Соперник                | Страна                                    | Результат | Основание                                      | Время схватки |
| ----- | ----------------------- | ----------------------------------------- | --------- | ---------------------------------------------- | ------------- |
| 1     | Гарри Геррис            | Канада                                    | Победа    | Туше (0 штрафных баллов)                       | 2:10          |
| 2     | Вицлав Боченьский       | Польша                                    | Победа    | Дисквалификация противника (0 штрафных баллов) | -             |
| 3     | Штефан Стингу           | Румыния                                   | Победа    | По очкам (1 штрафной балл)                     | -             |
| 4     | Эрден-Очир Олзиисаихани | Монголия                                  | Победа    | Туше (0 штрафных баллов)                       | 4:35          |
| 5     | Александр Медведь       | Союз Советских Социалистических Республик | Поражение | Туше (3 штрафных баллов)                       |               |
| Финал | Осман Дуралиев          | Болгария                                  | Поражение | Туше (3 штрафных баллов)                       |               |

В 1969 году завоевал «серебро» на чемпионате мира по греко-римской борьбе, на чемпионате Европы по вольной борьбе был всего лишь пятым.
На Летних Олимпийских играх 1972 года в Мюнхене вновь боролся в соревнованиях как по вольной борьбе, так и по греко-римской. Регламент турниров был прежним.
В вольной борьбе выступал в категории свыше 100 килограммов (супертяжёлый вес). Титул оспаривали 13 человек. Вильфрид Дитрих проиграл схватки Александру Медведю и почти 200-килограммовому гиганту из США Крису Тэйлору, после чего выбыл из турнира, оставшись пятым.
| Круг | Соперник          | Страна                                    | Результат | Основание                   | Время схватки |
| ---- | ----------------- | ----------------------------------------- | --------- | --------------------------- | ------------- |
| 1    | Иштван Мароци     | Венгрия                                   | Победа    | Туше (0 штрафных баллов)    | 5:22          |
| 2    | Олдржих Власек    | Чехословакия                              | Победа    | Туше (0 штрафных баллов)    | 6:54          |
| 3    | Александр Медведь | Союз Советских Социалистических Республик | Поражение | По очкам (3 штрафных балла) | -             |
| 4    | Крис Тэйлор       | Соединённые Штаты Америки                 | Поражение | По очкам (3 штрафных балла) | -             |

В греко-римской борьбе выступал в категории свыше 100 килограммов (супертяжёлый вес). Титул оспаривали 12 человек. Неожиданно проиграв в третьем круге, с соревнований снялся. В первой схватке с почти 200-килограммовым (196 килограммов, согласно исследованию ) Крисом Тэйлором, который также решил принять участие в соревнованиях по греко-римской борьбе, немецкий борец провёл бросок, который часто называется «Бросок века», во всяком случае это самый обсуждаемый бросок в истории борьбы., чему способствовал удачный кадр, снятый шведским фотографом и признанный лучшей фотографией Олимпиады. На 4-й минуте встречи 110-килограммовый Дитрих сумел обхватить Тэйлора, намного превосходящего его в габаритах, и провести бросок прогибом.

«Американец не сомневался в своей победе. В вольной он довольно легко расправился с Дитрихом. А в классической вероятность выигрыша была еще большей, вес тут играет значительно большую роль. 

Тэйлор уверенно шел на соперника, дергал его, швунговал, вытеснял всей массой с ковра. Дитрих пятился, ему реально угрожала бесславная дисквалификация за пассивность… Вильфрид Дитрих умел проигрывать, но он не умел быть посмешищем. А 22-летний Тэйлор элементарно выталкивал его, 39-летнего ветерана, с ковра. Как пушинку, сдувал его с борцовской арены. Люди посмеивались… Ситуация на ковре молниеносно изменилась. 110-килограммовый борец обхватил 200-килограммового соперника за туловище, подсел под него и стремительно прогнулся…»— http://stroymetr.com/gorodskaya-nedvizhimost/sdelki-s-zhilem/ya-chempion-on-vtoroj/ Я — чемпион, он — второй
По воспоминаниям Уэйна Бомана, американского борца, члена сборной США на Олимпийских играх, через пять минут после этого броска он спустился в раздевалку и увидел ссутулившегося Криса Тэйлора, который в одиночестве сидел на столе, и болтал ногами, как ребёнок. Покачав головой, Тэйлор сказал:
Я не верил, что есть живой человек, который мог бы физически оторвать меня от ковра и бросить, но я был неправ  Оригинальный текст (англ.)I didn’t believe there was a human alive that could physically pick me off the mat and throw me but I was wrong
| Круг | Соперник        | Страна                    | Результат | Основание                | Время схватки |
| ---- | --------------- | ------------------------- | --------- | ------------------------ | ------------- |
| 1    | Крис Тэйлор     | Соединённые Штаты Америки | Победа    | Туше (0 штрафных баллов) | 3:14          |
| 2    | Раймо Карлоссон | Финляндия                 | Победа    | Туше (0 штрафных баллов) | 6:39          |
| 3    | Виктор Долипски | Румыния                   | Поражение | Туше (4 штрафных баллов) | -             |

Закончил спортивную карьеру в 1977 году.

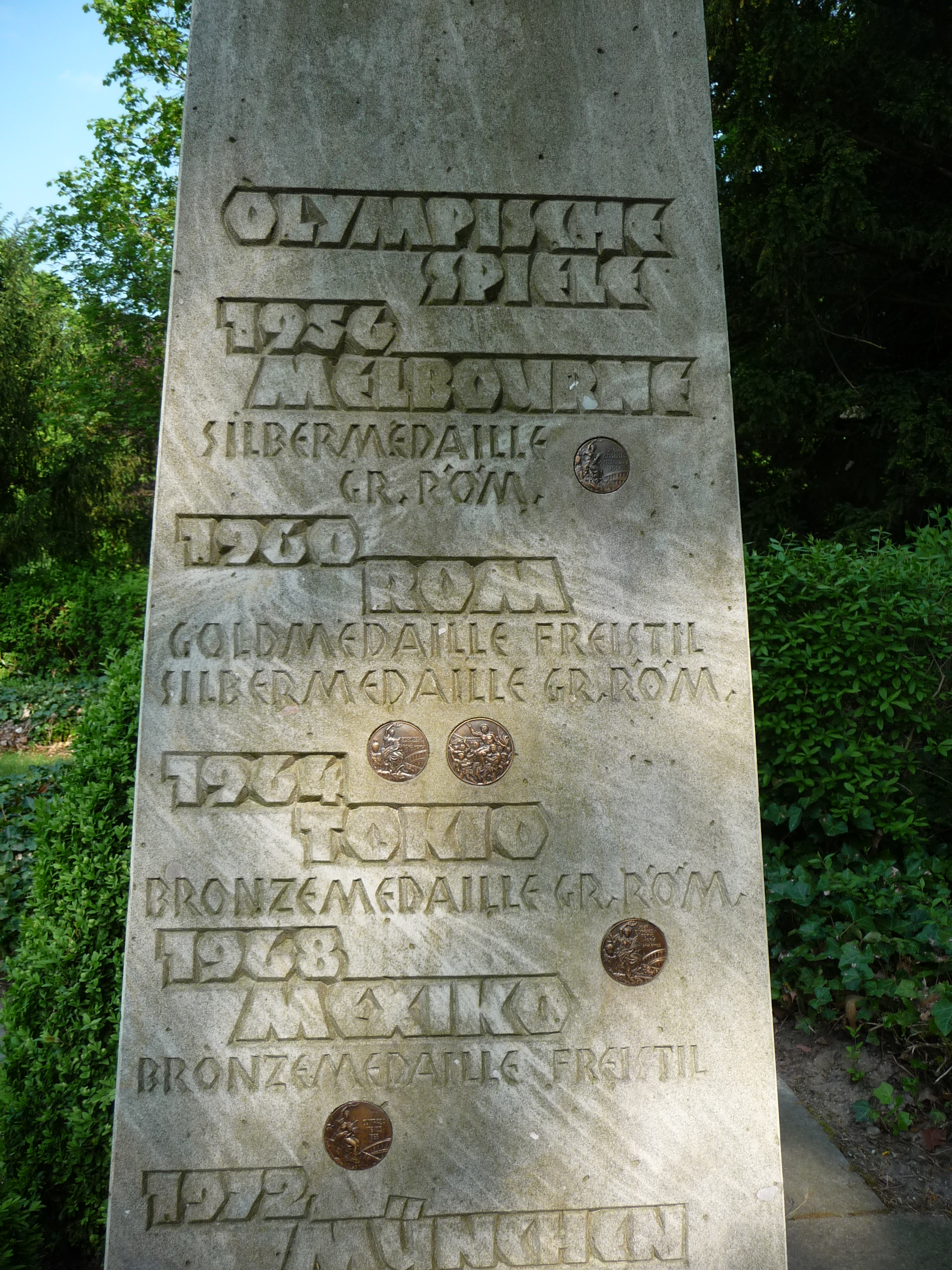
Могила борца в Шифферштадте

Умер в 1992 году от инфаркта миокарда в Южной Африке, где он жил со второй женой. 6 мая 2008 года введён в Зал славы немецкого спорта. В июне 2008 года брат борца организовал аукцион по продаже наград Вильфрида Дитриха, и выручив от него более 25 000 евро, перевёз останки борца из Южной Африки в Шифферштадт. В 2010 году в родном городе борца организован музей, а именем Вильфрида Дитриха назван спортивный зал
По мнению ряда экспертов, Вильфрид Дитрих был талантом столетия в борьбе.
По словам олимпийского чемпиона Ивана Богдана:

Надо правду сказать — Дитрих в чём-то превосходил многих известных тяжеловесов. Ну, во-первых, в классической и вольной — одинаково сильный! А ещё в нём была способность: он тонко обыгрывал. Не любил до головокружения выкладываться, любил взорваться и быстро побеждать. Из борьбы культа не делал. Если б строже режимил и систематически тренировался, большего бы достиг…— http://stroymetr.com/gorodskaya-nedvizhimost/sdelki-s-zhilem/ya-chempion-on-vtoroj/ Я — чемпион, он — второй
.